# Чертковський історико-краєзнавчий музей
Чертковський історико-краєзнавчий музей (рос. Чертковский историко-краеведческий музей) — музей в селищі Чертково Чертковського району Ростовської області. 
Адреса музею: 346000, Ростовська область, Чертковський район, смт Чертково, пер. Піонерський, 27.

## Історія і опис
Музей в селищі Чертково Чертковського району Ростовської області створений Рішенням виконкому Чертковської районної ради народних депутатів від 21.09.1983 року № 368. Музей розмістився в будівлі у провулку Піонерський, б. 27. 
В даний час це некомерційна організація Муніципальна бюджетна установа культури (МБУК) «Чертковський історико-краєзнавчий музей». Музей знаходиться в муніципальній власності. Директор музею — Олифір Володимир Пилипович.
Експозиція музею формувалася місцевими жителями і за матеріалами розкопок, проведених у Чертковському районі. В даний час в музеї зібрано 2706 одиниць зберігання (2015), що включають в себе фотографії, документи, предмети історії і культури та ін. Експозиція музею розповідає про історію та культуру Чертковського району Ростовської області та його мешканців протягом всієї його історії. В музеї є експонати і матеріали про спортивні здобутки чертковських спортсменів, серед них - фотографії, нагороди, кубки та ін. В експозиції, присвяченій природі району представлені опудала тварин, що мешкають у цій місцевості: олені, козулі, ховрахи, птиці.
Центральне місце в музеї займає діорама бою в роки Другої світової війни з участю радянської та німецької авіації, танків і піхоти. На діорамі представлені предмети часів війни. Серед них автомат, рація, ящики для боєприпасів, військова каска, рушниця, міна та інші предмети.
У Чертковському історико-краєзнавчому музеї організовуються виставки, акції Ніч музеїв та ін. Співробітники музею читають лекції школярам району. За рік музей відвідують близько 3300 осіб (2015).